# Capitalism II
Capitalism II – gra ekonomiczna (symulator). Została wydana przez Ubisoft w 2001 r. Jest poszerzoną wersją wydanej w 1995 roku gry Capitalism, działającej w środowisku DOS i na komputerach Macintosh.

## Opis gry
Gracz wciela się w przedsiębiorcę, który buduje fabryki, tworzy nowoczesne centra handlowe, kopalnie i nimi zarządza. 
Przed rozpoczęciem rozgrywki mamy do wyboru wiele ustawień jak: liczba przeciwników, wielkość ich oraz naszego kapitału, cele rozwoju, liczba miast, w których możemy działać czy poziom trudności gry, oraz wiele innych. Możemy przejmować naszych konkurentów, podkupywać im akcje na giełdzie papierów wartościowych. Istnieje możliwość zakupienia reklam oraz promocji w takich mediach jak: stacja telewizyjna, gazeta, radio. Gracz może również wybudować centralę oraz zatrudnić tam specjalistów public relations, marketingu bądź finansów. Możemy też intensywnie działać na rynku nieruchomości, budując, kupując, a przede wszystkim wynajmując apartamentowce czy biurowce.